# 砂白鮭
砂白鮭，為輻鰭魚綱鮭形目鮭科白鮭屬的一種，被IUCN列為次級保育類動物，分布於瑞士、德國及奧地利間的Konstanz湖，體長可達55公分，棲息在湖較淺的區域，可做為食用魚。